# Élections législatives de 1973 dans l'Aveyron
Les élections législatives françaises de 1973 se déroulent les 4 et 11 mars 1973. Dans le département de l'Aveyron, trois députés sont à élire dans le cadre de trois circonscriptions.

## Élus
| Circonscription | Député sortant                                | Parti | Parti | Député élu ou réélu | Parti | Parti |
| --------------- | --------------------------------------------- | ----- | ----- | ------------------- | ----- | ----- |
| 1re             | Jean Briane                                   |       | CD    | Jean Briane         |       | CD    |
| 2e              | Robert Fabre                                  |       | MRG   | Robert Fabre        |       | MRG   |
| 3e              | Jean Gabriac suppléant de Louis-Alexis Delmas |       | UDR   | Jean Gabriac        |       | UDR   |

## Résultats

### Résultats à l'échelle du département
| Parti                 | Parti                                   | Premier tour | Premier tour | Second tour | Second tour | Sièges |
| Parti                 | Parti                                   | Voix         | %            | Voix        | %           | Sièges |
| --------------------- | --------------------------------------- | ------------ | ------------ | ----------- | ----------- | ------ |
|                       | Républicains indépendants               | 33 849       | 22,21        | 43 813      | 27,53       | 0      |
|                       | Union des démocrates pour la République | 20 659       | 13,55        | 22 717      | 14,27       | 1      |
|                       | Divers droite                           | 2 584        | 1,70         |             |             | 0      |
|                       | Union des républicains de progrès       | 57 092       | 37,45        | 66 530      | 41,80       | 1      |
|                       |                                         |              |              |             |             |        |
|                       | Mouvement des radicaux de gauche        | 20 874       | 13,69        | 27 456      | 17,25       | 1      |
|                       | Parti socialiste                        | 18 593       | 12,20        | 28 693      | 18,03       | 0      |
|                       | Parti communiste français               | 15 006       | 9,84         |             |             | 0      |
|                       | Union de la gauche                      | 54 473       | 35,74        | 56 149      | 35,28       | 1      |
|                       |                                         |              |              |             |             |        |
|                       | Mouvement réformateur                   | 34 958       | 22,93        | 36 483      | 22,92       | 1      |
|                       | Divers                                  | 5 906        | 3,87         |             |             | 0      |
|                       |                                         |              |              |             |             |        |
| Inscrits              | Inscrits                                | 189 683      | 100,00       | 189 680     | 100,00      | 3      |
| Abstentions           | Abstentions                             | 33 231       | 17,52        | 28 222      | 14,88       |        |
| Votants               | Votants                                 | 156 452      | 82,48        | 161 458     | 85,12       |        |
| Blancs et nuls        | Blancs et nuls                          | 4 023        | 2,57         | 2 296       | 1,42        |        |
| Exprimés              | Exprimés                                | 152 429      | 97,43        | 159 162     | 98,58       |        |
| Source : Data.gouv.fr |                                         |              |              |             |             |        |

### Résultats par circonscription

#### Première circonscription (Rodez)
| Candidat       | Candidat                  | Parti          | Premier tour | Premier tour | Second tour | Second tour |  |
| Candidat       | Candidat                  | Parti          | Voix         | %            | Voix        | %           |  |
| -------------- | ------------------------- | -------------- | ------------ | ------------ | ----------- | ----------- |  |
|                | Jean Briane sortant réélu | CD (MR)        | 20 709       | 39,91        | 24 068      | 44,87       |  |
|                | Olivier Giscard d'Estaing | RI (URP)       | 16 261       | 31,34        | 20 956      | 39,07       |  |
|                | Jean-Paul Salvan          | PS (UGSD)      | 7 084        | 13,65        | 8 618       | 16,07       |  |
|                | Michel Lafon              | PCF            | 4 162        | 8,02         |             |             |  |
|                | Michel Astoul             | UDR (URP)      | 3 593        | 6,92         |             |             |  |
|                | Paul Bousquet             | Divers droite  | 82           | 0,16         |             |             |  |
|                |                           |                |              |              |             |             |  |
| Inscrits       | Inscrits                  | Inscrits       | 64 720       | 100,00       | 64 706      | 100,00      |  |
| Abstentions    | Abstentions               | Abstentions    | 11 565       | 17,87        | 10 414      | 16,09       |  |
| Votants        | Votants                   | Votants        | 53 155       | 82,13        | 54 292      | 83,91       |  |
| Blancs et nuls | Blancs et nuls            | Blancs et nuls | 1 264        | 2,38         | 650         | 1,2         |  |
| Exprimés       | Exprimés                  | Exprimés       | 51 891       | 97,62        | 53 642      | 98,8        |  |

#### Deuxième circonscription (Villefranche-de-Rouergue)
| Candidat       | Candidat                   | Parti          | Premier tour | Premier tour | Second tour | Second tour |  |
| Candidat       | Candidat                   | Parti          | Voix         | %            | Voix        | %           |  |
| -------------- | -------------------------- | -------------- | ------------ | ------------ | ----------- | ----------- |  |
|                | Robert Fabre sortant réélu | MRG (UGSD)     | 20 874       | 43,04        | 27 456      | 54,57       |  |
|                | Jean Puech                 | RI (URP)       | 17 588       | 36,27        | 22 857      | 45,43       |  |
|                | René Baulès                | PCF            | 5 565        | 11,48        |             |             |  |
|                | Hubert Bouyssière          | Divers droite  | 2 502        | 5,16         |             |             |  |
|                | Étienne Bouyou             | Rad (MR)       | 1 966        | 4,05         |             |             |  |
|                |                            |                |              |              |             |             |  |
| Inscrits       | Inscrits                   | Inscrits       | 59 226       | 100,00       | 59 230      | 100,00      |  |
| Abstentions    | Abstentions                | Abstentions    | 9 875        | 16,67        | 8 240       | 13,91       |  |
| Votants        | Votants                    | Votants        | 49 351       | 83,33        | 50 990      | 86,09       |  |
| Blancs et nuls | Blancs et nuls             | Blancs et nuls | 856          | 1,73         | 677         | 1,33        |  |
| Exprimés       | Exprimés                   | Exprimés       | 48 495       | 98,27        | 50 313      | 98,67       |  |

#### Troisième circonscription (Millau)
| Candidat       | Candidat                   | Parti          | Premier tour | Premier tour | Second tour | Second tour |  |
| Candidat       | Candidat                   | Parti          | Voix         | %            | Voix        | %           |  |
| -------------- | -------------------------- | -------------- | ------------ | ------------ | ----------- | ----------- |  |
|                | Jean Gabriac sortant réélu | UDR (URP)      | 17 066       | 32,79        | 22 717      | 41,15       |  |
|                | Roger Julien               | CD (MR)        | 12 283       | 23,6         | 12 415      | 22,49       |  |
|                | Gérard Deruy               | PS (UGSD)      | 11 509       | 22,11        | 20 075      | 36,36       |  |
|                | Henri Jaudon               | Divers         | 5 906        | 11,35        |             |             |  |
|                | Guy Héran                  | PCF            | 5 279        | 10,14        |             |             |  |
|                |                            |                |              |              |             |             |  |
| Inscrits       | Inscrits                   | Inscrits       | 65 737       | 100,00       | 65 744      | 100,00      |  |
| Abstentions    | Abstentions                | Abstentions    | 11 791       | 17,94        | 9 568       | 14,55       |  |
| Votants        | Votants                    | Votants        | 53 946       | 82,06        | 56 176      | 85,45       |  |
| Blancs et nuls | Blancs et nuls             | Blancs et nuls | 1 903        | 3,53         | 969         | 1,72        |  |
| Exprimés       | Exprimés                   | Exprimés       | 52 043       | 96,47        | 55 207      | 98,28       |  |